# БГ Банк
ВАТ «БГ Банк» — український комерційний банк. Банк у стадії ліквідації. Материнським банком є грузинський банк Bank of Georgia. Штаб-квартира банку у місті Київ.
Мережа «БГ БАНКУ» налічує 20 одиниць: головний офіс, 5 регіональних дирекцій та відділення в Київській, Одеській, Івано-Франківській, Львівській, Черкаській, Луганській, Харківській областях України, а також у м. Кривий Ріг.
Основним акціонером банку є Bank of Georgia, якому належать 99,395%. Банк має статус банку з іноземним капіталом.
Банк є принциповим учасником міжнародної платіжної системи Visa International CEMEA та MasterCard. На 1 січня 2009 року банк емітував 96 600 платіжних карток. Кількість торговельних терміналів Банку становила — 10 штук, банкоматів — 34, пунктів видачі готівки — 55.
На 1 січня 2009 року банк має 710 співробітників.

## Історія
Зареєстрований банк  у 26 січня 1994 року, під назвою «Універсальний банк розвитку та партнерства». У 2007 році банк придбав грузинський Bank of Georgia. У листопаді 2008 року він був перейменований на «БГ Банк».

## Статистика

### Активи банку
- на 1 січня 2007 року — 959 445 тис. ₴ (189 989 тис. $)
- на 1 січня 2008 року — 1 196 010 тис. ₴ (236 833 тис. $, +24,7%)
- на 1 січня 2009 року — 1 353 295 тис. ₴ (191 414 тис. $, -19,2%)

### Власний капітал банку
- на 1 січня 2007 року — 194 660 тис. ₴ (38 547 тис. $)
- на 1 січня 2008 року — 161 726 тис. ₴ (32 025 тис. $, -16,9%)
- на 1 січня 2009 року — 285 660 тис. ₴ (40 405 тис. $, +26,2%)

### Чистий прибуток
- на 1 січня 2007 року — 43 041 тис. ₴ (8 523 тис. $)
- на 1 січня 2008 року — 11 556 тис. ₴ (2 288 тис. $)
- на 1 січня 2009 року — 13 463 тис. ₴ (1 904 тис. $)

### Ліквідація
28 листопада  2014 року в БГ Банк введено тимчасову адміністрацію строком на три місяці – до 27 лютого 2015 року. 
Національний банк постановою № 745 від 27 листопада 2014 року відніс установу до категорії неплатоспроможних. 
Виконавча дирекція Фонду гарантування вкладів фізосіб 27 листопада ухвалила рішення № 131 «Про введення тимчасової адміністрації в БГ Банк.»
БГ Банк ліквідовано 27 березня 2020 року, згідно з записом № 1 074 111 0058 002367 до Єдиного державного реєстру юридичних осіб,  фізичних осіб-підприємців та громадських формувань.